# 지동초등학교
지동초등학교(池洞初等學校)는 대한민국 경기도 수원시 팔달구에 있는 공립 초등학교이다.

## 학교 연혁
- 1954년 4월 7일: 개교
- 2020년 급식실, 체육관 공사

## 참고 자료
- 지동초등학교 - 한국교육학술정보원 학교알리미